# Zeusov kip u Olimpiji
Zeusov kip u Olimpiji bio je napravljen od slonovače i zlata. Napravio ga je poznati kipar Fidija započevši njegovu gradnju 433. pr. Kr., a trajala je osam godina. Kip je bio smješten u posebno sagrađenom hramu u južnoj Grčkoj. Bio je golemih razmjera, visine 13 metara. Pričalo se da je prikaz kipa bio toliko životopisan da su mnogi vjerovali da vide samog boga. Kip je stoljećima bio u hramu, ali je u rimsko doba bio zapušten. Legenda kaže da je rimski car Kaligula pokušao ukrasti kip, no njegovi su ratnici pobjegli kada im se kip nasmiješio. Tada su se njegove skele urušile. Također postoje podaci koji govore da su neki dijelovi kipa odneseni u današnji Istanbul gdje su stradali u požaru. 
Kako je točno izgledao Zeusov kip, što je 456. pr. Kr. postavljen u završenom hramu u Olimpiji, ne zna se. Božanski kip od bjelokosti i ebanovine, bogato ukrašen zlatom i dragim kamenjem. Grci su smatrali nesretnim čovjeka koji nije vidio to božanstvo.
Zeus iz Olimpije bio je posljednje djelo grčkog kipara Fidije koji je na isti način napravio i kip Atene Partenonske na Atenskoj akropoli.
Postavljao je vrhovnog boga namrštenog čela, jer kad je Zeus mrštio čelo po grčkoj se mitologiji uzdrmao Olimp.